# Los especialistas (película)
Los especialistas (en italiano: Gli specialisti) es un spaghetti western de 1969 coescrito y dirigido por el cineasta italiano Sergio Corbucci. Se trató de una coproducción internacional entre Italia, Francia y Alemania Occidental.
Está protagonizada por los actores Johnny Hallyday y Gastone Moschin, y la música corre a cargo del compositor italiano Angelo Francesco Lavagnino. 
Críticos retrospectivos y expertos en los westerns de Corbucci han considerado a Los Especialistas como la última película de la trilogía de "Barro y sangre" del director, que también incluye las películas Django (1966) y El gran Silencio (1968).

## Trama
De camino al pueblo de Blackstone, un extraño de nombre Hud Dixon (Johnny Hallyday) y que usa un chaleco antibalas de cota de malla, rescata a un grupo de gente que está siendo asaltada por miembros de la banda de El Diablo (Mario Adorf), un mexicano manco, mitad bandido y mitad revolucionario. Entre los rescatados se encuentra un pequeño grupo de hippies de la época, jóvenes ladrones de poca monta. (Esta secuencia no aparece en la versión británica de la película).  
Hud, conocido como el especialista, llega a Blackstone, un pueblo en el que su hermano Charlie fue injustamente acusado de malversar depósitos bancarios y fue linchado. Su objetivo es encontrar al verdadero autor del robo y recuperar el botín que ha desaparecido misteriosamente. En su búsqueda de los asesinos de su hermano, entra en conflicto con los poderosos de la ciudad, con la pandilla de malhechores de El Diablo, y con los mismos hippies que rescató. 
Tras escapar de una emboscada, mata con sus propias manos a Boot Johnson, un hombre sospechoso de ser uno de los asesinos de su hermano. Antes de ser arrestado huye, pero el sheriff Gideon (Gastone Moschin) le persigue y acaba uniéndose a él en la búsqueda de la verdad. Reciben información decisiva de manos de El Diablo, y Hud descubre que la culpable de la muerte de su hermano y del robo es una de las ciudadanas más respetadas de la ciudad, Virginia Pollicut (Françoise Fabian), la dueña del banco, que intentaba apoderarse del dinero depositado en sus arcas, cambiándolo por billetes falsos. 
Cuando El Diablo captura a la mujer e intenta hacerse con el botín matando al sheriff Gideon, Hud se enfrenta al mexicano y a su banda y, tras acabar con ellos, prende fuego al dinero que fue la causa de tanto derramamiento de sangre. Herido, aún encuentra fuerzas para poner en fuga al grupo de "hippies," que han intentado apoderarse de Blackstone aprovechando la falta de autoridad. Luego vuelve a montar en su caballo y se marcha. 

## Reparto
- Johnny Hallyday como Hud Dixon
- Gastone Moschin como Sheriff Gideon Ring
- Françoise Fabian como Virginia Pollicut
- Mario Adorf como Francisco Rafael Pacorro/"El Diablo"
- Sylvie Fennec como Sheba
- Angela Luce como Valencia
- Serge Marquand como Boot
- Gino Pernice como Cabot
- Andrés José Cruz Soublette como Rosencrantz
- Gabriella Tavernese como Apache
- Stefano Cattarossi como Kit
- Christian Belegue como Buddy
- Renato Pinciroli como Lord
- Lucio Rosato como Comisario diputado
- Remo De Angelis como Romero
- Riccardo Domenici como Mac Lane
- Mario Castellani como el juez Ham
- Mimmo Poli como cantinero
- Franco Castellani como Woodie
- Brizio Montinaro como Charlie Dixon
- Franco Marletta como Bill

## Producción
Sergio Corbucci desarrolló originalmente Los Especialistas como un intento de poner en el rol de protagonista al actor Lee Van Cleef (quien tradicionalmente hacía roles de antagonista); el borrador original del guion, atribuido a Corbucci y a Van Cleef, llevaba el título de Lo specialiste a mano armata ("El especialista a mano armada"), pero un borrador posterior se tituló Il ritorno del mercenario ("El retorno del mercenario"), lo que vinculaba el proyecto con el wéstern previo El Mercenario (1968) de Corbucci. El proyecto fue abandonado inicialmente a raíz de una pelea entre Corbucci y Van Cleef, pero fue reescrito cuando el productor francés Edmond Tenoudji le pidió a Corbucci que escribiera y dirigiera una película para el cantante Johnny Hallyday; la película resultante utiliza solo una pequeña porción del material presente en los borradores de Corbucci y Van Cleef, como el hecho de que el héroe lleva un chaleco antibalas de cota de malla.
El guion es atribuido en la película a Corbucci y Sabatino Ciuffini, con quien el director trabajaría más tarde en Er Più - storia d'amore e di coltello (1971), Los hijos del día y de la noche (1972), ¿Qué nos importa la revolución? (1972), Di che segno sei? (1975), Par-impar (1978) y Super Fuzz (1980). Para adaptarse a los miembros principales del reparto y asegurar la comerciabilidad de la película en Francia, la mayor parte del diálogo se hizo en francés; Hallyday afirmó también que gran parte de la película fue improvisada, y que las escenas se escribían a medida que se rodaban.
La fotografía principal de Los Especialistas tuvo lugar en Italia en su totalidad, la mayoría de los exteriores se rodaron en los prealpes vénetos y las dolomitas. Otras secuencias se rodaron en las afueras de Roma: las escenas que tenían lugar en la guarida de El Diablo se rodaron en Canale Monterano. La emboscada junto al río del Diablo a Pollicut se filmó en Mazzano Romano, mientras que el set de un pueblo wéstern que estaba en Elios Films, y que Corbucci había utilizado anteriormente en muchas de sus películas, hizo las veces de la ciudad de Blackstone. Los ánimos entre el elenco y el equipo durante las primeras etapas del rodaje fueron positivos, pero tensiones eventualmente aumentaron entre los miembros franceses e italianos del equipo de filmación, y Françoise Fabian discutió con Corbucci respecto a las intenciones de éste de incluir una escena de violación para su personaje, lo que hizo que la esposa de Corbucci, Nori, saliera a defender la posición de su marido. Las escenas en Blackstone fueron filmadas durante una ola de calor que golpeó a Roma, haciendo que en un momento Mario Adorf estuviera a punto de desmayar bajo su pesado traje.

## Temas
Como la mayoría de los wésterns de Corbucci, Los Especialistas incluye temas y mensajes prominentes de izquierda y antiautoritarios. En el documental Sergio Corbucci: L'uomo che ride (2015), Corbucci afirmó que se trató de "una película sobre cómo los ricos son opresores." 

De manera inusual, la película también incluye una actitud anti-hippie a la hora de mostrar a varios de sus antagonistas. En una entrevista de 1971 con la revista francesa Image et Son, Corbucci declaró:
La idea era mostrar que yo estaba en contra de los hippies. Escucha, en ese momento el asunto de los Manson no había sucedido todavía... pero hay demasiados problemas reales en el mundo para que yo acepte la pasividad desinteresada de esta gente. Ayer, Jimi Hendrix murió drogándose en Londres. Estoy en contra de las drogas y de los hippies. Quise denunciarlos en Los Especialistas... estoy muy en contra de su actitud, y odio Easy Rider.

## Lanzamiento
Los Especialistas se estrenó en Italia el 26 de noviembre de 1969, recaudando 309'936.000 liras italianas, convirtiéndose en el 17° Spaghetti Western más taquillero de ese año, y ganando solo un poco más de dinero que la película previa de Corbucci, El gran Silencio. Fue lanzada en Alemania Occidental el 10 de abril de 1970 con el título de Fahrt zur Hölle, ihr Halunken ("Váyanse al infierno, sinvergüenzas") y en Francia con el de Le Spécialiste ("El especialista," con el ánimo de destacar el atractivo de Hallyday sobre el de Gastone Moschin y Adorf en el título en plural de la versión italiana) el 22 de abril de 1970. La película fue el wéstern más exitoso de Corbucci en el mercado francés, ganando 1'252.173 entradas al cine y convirtiéndose en la trigésima película más popular estrenada allí en 1970. En su mayoría, las diferencias entre las versiones italiana y francesa de la película tienen que ver con el clímax: En la primera versión, mientras agoniza, el Diablo le ordena a su biógrafo Chico que mienta sobre el resultado de su duelo con Hud, mientras que en la segunda le pide que escriba la verdad. Así mismo, las escenas italianas incluyen un montaje de primeros planos de la reacción de la gente del pueblo mientras Hud quema el dinero robado; estos no aparecen en las escenas francesas.
En el Reino Unido, la película fue estrenada en junio de 1973 por Golden Era Film Distributors en una versión doblada al inglés titulada Drop Them or I'll Shoot ("Suéltalas o disparo"). Esta versión, que recibió una calificación X por la BBFC, duraba 92 minutos en comparación con los 104 minutos de duración de las versiones europeas sin cortes y eliminaba varias escenas, como la secuencia completa pre-créditos.
Los Especialistas se proyectó como parte del programa Cinéma de la Plage durante el Festival de Cine de Cannes de 2018. Presentada por TF1 y Carlotta Films, la película pasó por una restauración a 4K del original en negativo de cámara Technicolor-Techniscope y las cintas magnéticas en francés e italiano, que fue realizada por los laboratorios L'Image Retrouvée, París y L'Immagine. Ritrovata, de Bolonia.

### Sistemas domésticos
La restauración 4K de Los Especialistas fue lanzada en DVD, Blu-ray y Blu-ray Ultra HD por la TF1 el 5 de junio de 2018, con las pistas de audio en francés e italiano (con subtítulos en francés en el último caso), y con materiales especiales adjuntos que incluyen los tráileres franceses e italianos, una entrevista sobre la película con el director de programación de la Cinémathèque Française, Jean-François Rauger, y un folleto de 32 páginas que incluye una reimpresión del cómic de Pilote, Le Guitariste ("El guitarrista"), una parodia de la película creada por Pascal Guichard y Jean-Claude Morchoisne.
En 2020, la restauración tuvo dos lanzamientos más: el primero, el 7 de enero, fue distribuido por Kino Lorber Studio Classics en DVD y Blu-ray para el mercado estadounidense, con subtítulos en inglés sobre el audio en italiano, un comentario de audio del cineasta Alex Cox y el tráiler italiano. El segundo, del 18 de mayo, fue manejado en el Reino Unido por Eureka Entertainment para Blu-ray. Además de los audios en francés e italiano (para las cuales se agregaron subtítulos en inglés para cada una), el disco también presenta lo que se sabe que existe de la pista de doblaje en inglés de la película, que había sufrido daños irreparables y del que faltaban grandes segmentos (que se reproducen en francés subtitulado en el disco). Los materiales especiales del disco incluyen los tráileres en francés e italiano, el comentario de Cox, una entrevista con el autor de Radical Frontiers in the Spaghetti Western Austin Fisher sobre la película y su contexto histórico, el guion completo del doblaje en inglés (como presentación de diapositivas y como archivo en PDF en el disco), y un folleto que contiene ensayos sobre la película y los westerns producidos en Francia por el autor de Once Upon a Time in the Italian West, Howard Hughes.

## Recepción
A partir de reseñas contemporáneas, Tony Rayns hizo una reseña de la versión británica de la película, Drop Them or I'll Shoot, en el Monthly Film Bulletin. Rayns describió la película afirmando que Corbucci "siguió severamente los movimientos del wéstern de venganza continental." Rayns comentó que la película de Corbucci ciertamente tenía "un final espléndido, después de la excelentemente filmada y editada masacre de la banda de El Diablo," y concluyó que, por lo demás, "lo único que ofrece la película son los estereotipados cobardes pendencieros, el estoico sheriff, la villana secretamente maquinadora y el vengador que mastica puros: todo con la precisa dirección de Corbucci, pero sin mucho entusiasmo y con poco sentido."